# Aurora Bascarán
Aurora Bascarán Martínez (1933- ) es una política española del Partido Socialista de Euskadi-Euskadiko Ezkerra. Fue alcaldesa de Éibar y senadora por Guipúzcoa en la IV legislatura.
Aurora Bascaran fue una alcaldesa con un amplio reconocimiento social, hija de Benigno Bascaran y nieta de Marcelino Bascaran, ambos figuras  históricas del socialismo vasco. Estuvo frente a la alcaldía de la ciudad armera desde 1987 hasta 1995, año en que fue sustituida por Iñaki Arriola. 
Fue senadora por Guipúzcoa en la IV Legislatura en representación del PSE-EE tras las lecciones de generales de 1989 y se mantuvo en el cargo hasta el 10 de abril de 1993, cuando causó baja. En el Senado formó parte de las siguientes comisiones:
- Entre 20 de diciembre de 1989 y el 13 de abril de 1993 fue secretaria 1ª de la Comisión de Industria y Energía, Comercio y Turismo.
- Entre 10 de mayo de 1990 y el 31 de mayo del mismo año fue vocal de Comisión de Economía y Gacienda.
- Entre 20 de diciembre de 1989 y el 13 de abril de 1993 fue vocal de la Comisión de Incompatibilidades.
- Entre 9 de mayo de 1990 y el 10 de octubre de 1991 fue vocal de la Comisión Especial de encuesta e investigación sobre los problemas derivados del uso del automóvil y de la seguridad vial.[2]